# 何塞·路易斯·门迪利巴
何塞·路易斯·门迪利巴·埃切贝里亚（西班牙語：José Luis Mendilibar Etxebarria，1961年3月14日—），西班牙前足球運動員，司職中場。

## 榮譽

### 教練
塞維利亞
- 歐洲聯賽
  - 冠軍 (1): 2023年

奥林匹亚科斯
- 歐洲協會聯賽
  - 冠軍 (1): 2024年

## 外部連結
- 奧沙辛拿官方檔案 （西班牙文）
- BDFutbol球員檔案（页面存档备份，存于）
- BDFutbol教練檔案（页面存档备份，存于）
- Transfermarkt檔案（页面存档备份，存于）